# Fabíola Imaculada de Oliveira
Fabíola Imaculada de Oliveira (Rio de Janeiro, 1953) é uma jornalista, professora universitária e consultora brasileira. Em sua atuação profissional, especializou-se em comunicação e jornalismo científico. Em 2002, foi agraciada com o Prêmio José Reis de Divulgação Científica.
Formou-se em Jornalismo na Universidade Federal Fluminense. Tem mestrado em Ciências da Comunicação e doutorado em Jornalismo Científico pela Universidade de São Paulo.
Lecionou no curso de Jornalismo na Universidade do Vale do Paraíba. Foi presidenta da Associação Brasileira de Jornalismo Científico. Integra o Conselho Editorial de Ciência & Comunicação, revista acadêmica sobre comunicação científica. Atualmente, atua como consultora de comunicação da Sociedade Brasileira para o Progresso da Ciência.
É autora de O Brasil chega ao espaço, publicado em 1996, livro pelo qual foi premiada pela Academia Internacional de Astronáutica, na modalidade livro do ano da área de Ciências Sociais, em 1997. Também publicou Jornalismo Científico, em 2002.